# Asby missionskyrka
Asby missionskyrka är en kyrkobyggnad i Asby. Kyrkan tillhör Asby missionsförsamling (Svenska Missionsförbundet) som numera är en del av Equmeniakyrkan.
I kyrkan fanns ett harmonium.